# IHeartRadio Music Awards 2019
Gli iHeartRadio Music Awards 2019 si sono tenuti al Microsoft Theater di Los Angeles il 14 marzo 2019 e sono stati trasmessi in diretta sul canale televisivo Fox. Ariana Grande ed Ella Mai sono state le artiste più premiate con 3 premi a testa. Cardi B invece è stata l'artista più nominata della cerimonia con ben 14 nomination.

## Esibizioni
| Artista(i)                    | Canzone(i)                                                                            |
| ----------------------------- | ------------------------------------------------------------------------------------- |
| Halsey Travis Barker Yungblud | Without Me 11 Minutes                                                                 |
| Kacey Musgraves Chris Martin  | Rainbow                                                                               |
| Marshmello Lauv               | Happier I'm So Tired...                                                               |
| Lovelytheband                 | Broken                                                                                |
| Ella Mai                      | Trip                                                                                  |
| John Legend                   | Preach                                                                                |
| Backstreet Boys               | No Place I Want It That Way                                                           |
| Alicia Keys                   | Raise a Man You Don't Knwo My Name                                                    |
| Ariana Grande                 | Needy                                                                                 |
| Garth Brooks                  | (medley) Callin Baton Rouge Ask Me How I Know The Thunder Rolls Friends in Low Places |

## Vincitori
Lista delle categorie con i relativi vincitori: 

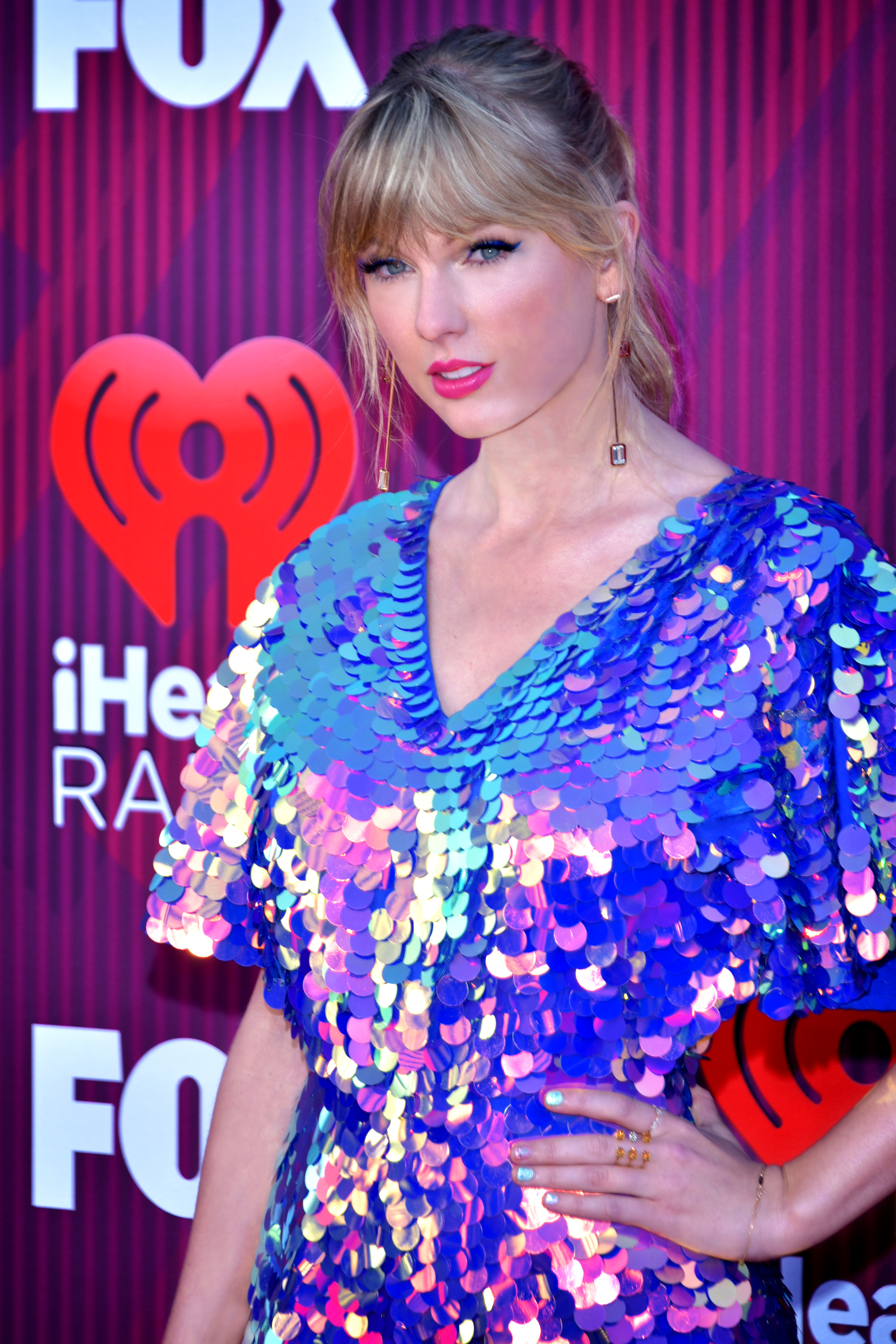
Taylor Swift al red carpet degli IHeartRadio Music Awards 2019

- Canzone dell'anno: The Middle – Zedd, Maren Morris e Grey
- Miglior collaborazione: Finesse – Bruno Mars featuring Cardi B
- Artista femminile dell'anno: Ariana Grande
- Artista maschile dell'anno: Drake
- Miglior nuovo artista: Marshmello
- Miglior duo/gruppo dell'anno: 5 Seconds of Summer
- Album pop dell'anno: Sweetner – Ariana Grande

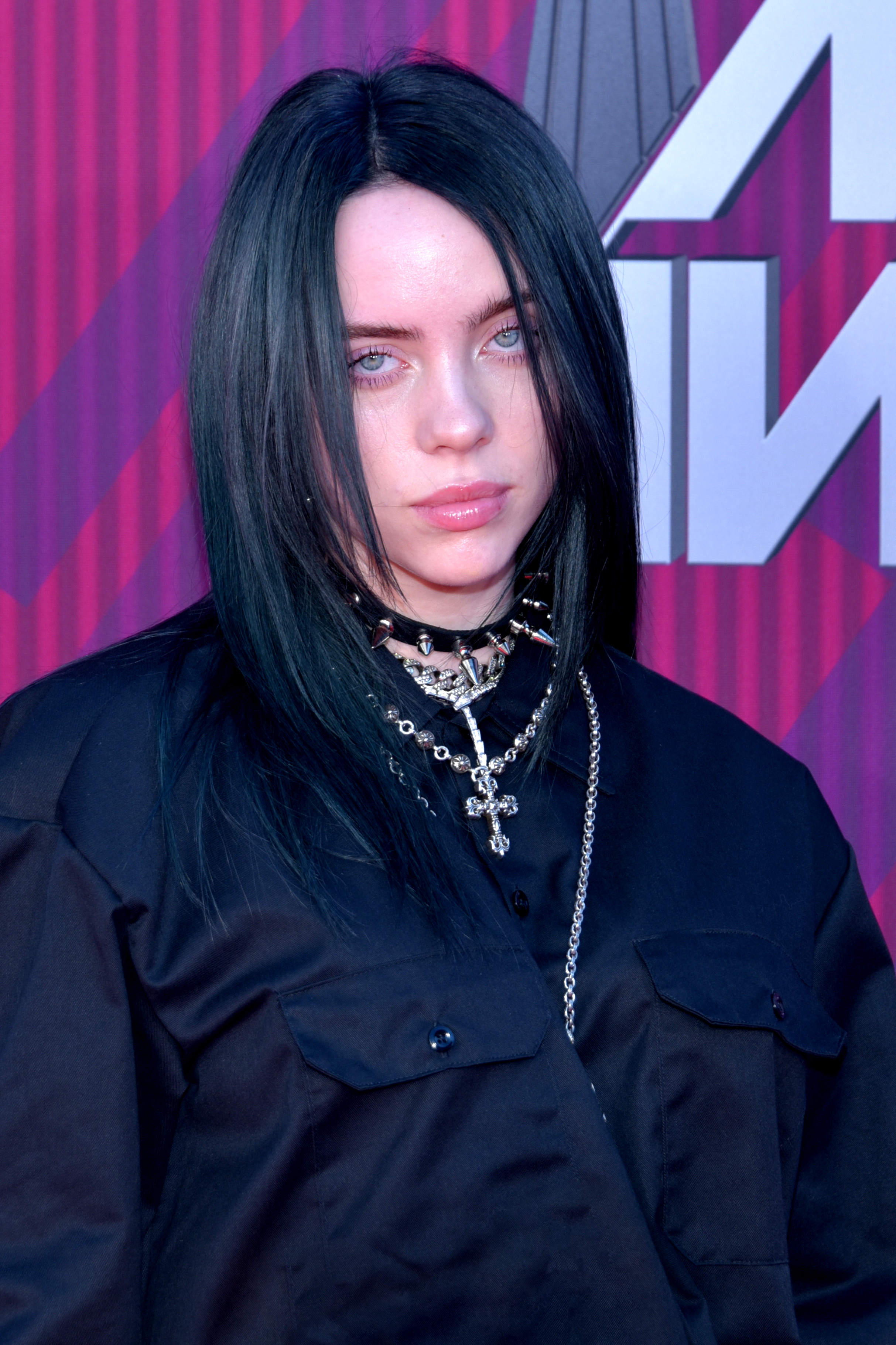
Billie Eilish al red carpet della cerimonia di premiazione

- Miglior tour: Reputation Stadium Tour (Taylor Swift)
- Artista alternative rock dell'anno: Imagine Dragons
- Canzone alternative rock dell'anno: High Hopes – Panic! at the Disco
- Album alternative rock dell'anno: Pray fo the Wicked – Panic! at the Disco
- Canzone rock dell'anno: Safari Song – Greta Van Fleet
- Album rock dell'anno: Trench – Twenty One Pilots
- Artista rock dell'anno: Three Days Grace
- Miglior nuovo artista rock/alternative rock: Lovelytheband
- Canzone country dell'anno: Meant to Be – Bebe Rexha e Florida Georgia Line
- Album country dell'anno: Rearview Town – Jason Aldean
- Artista country dell'anno: Luke Combs
- Miglior nuovo artista country: Jordan Davis
- Canzone dance dell'anno: The Middle – Zedd, Maren Morris e Grey
- Album dance dell'anno: Sick Boy – The Chainsmokers
- Artista dance dell'anno: Marshmello
- Canzone hip hop dell'anno: God's Plan – Drake
- Artista hip hop dell'anno: Cardi B
- Miglior nuovo artista hip hop: BlocBoy JB
- Canzone R&B dell'anno: Boo'd Up – Ella Mai
- Album R&B dell'anno: My Dear Melancholy, – The Weeknd
- Artista R&B dell'anno: Ella Mai
- Miglior nuovo artista R&B: Ella Mai
- Canzone latina dell'anno: X – Nicky Jam e J Balvin
- Album latino dell'anno: Vibras – J Balvin
- Artista latino dell'anno: Bad Bunny
- Miglior nuovo artista latino: Manuel Turizo
- Miglior video musicale: Delicate – Taylor Swift